# Knohult

Knohult är en gård i Aneby församling i Aneby kommun, Jönköpings län (Småland).

## Knohult i kulturen
Knohult är mest känd som hemort för den fiktive bok-, serie- och filmfiguren Åsa-Nisse. I flera av de tecknade serierna om Åsa-Nisse framstår Knohult som en mindre stad snarare än en by.
Många av platserna i böckerna finns med samma namn i trakten runt Knohult. Den verkliga förebilden till Åsa-Nisse, med samma namn, bodde dock inte i Knohult.